# International Association of Art
International Association of Art (englisch) ist die größte internationale, nichtstaatliche Vereinigung bildender Künstler.

## Geschichte
Die Gründung der International Association of Art (IAA/AIAP) geht auf eine 1948 im Rahmen der dritten Generalkonferenz der UNESCO in Beirut gestartete Initiative zurück, ein ständiges Forum internationaler bildender Künstler einzurichten, das die Ziele der UNESCO unterstützen sollte. Die sechste UNESCO-Konferenz 1951 beauftragte ihren Generalsekretär mit der Einberufung eines internationalen Künstlerkongresses, der schließlich 1952 in Venedig abgehalten wurde. Die dort vertretenen 23 nationalen Regierungen und 48 Künstlerverbände aus 19 Staaten einigten sich auf das Ziel der Gründung eines internationalen Dachverbands für Bildhauer, Maler und Graveure. Unter dem Vorsitz des italienischen Malers Gino Severini wurde ein Übergangsrat eingerichtet sowie ein Sekretariat in Paris. 1954 wurde schließlich in Venedig die Gründungsvollversammlung der IAA/AIAP abgehalten, an der bereits gebildete Nationalkomitees aus 18 Ländern als Vollmitglieder teilnahmen, sowie Beobachter aus weiteren 22 Ländern. Seitdem ist die Mitgliedschaft auf weltweit über 90 Nationalkomitees angewachsen, die in fünf Weltregionen eingeteilt sind. Seit ihrer Gründung hat die IAA/AIAP den offiziellen Status einer beratenden Organisation der UNESCO.